# Marlène Nidecker
Marlène Nidecker née Harnois (* 22. Oktober 1986 in Montreal) ist eine ehemals kanadische und heute französische Taekwondoin. Sie startet in der Gewichtsklasse bis 57 Kilogramm. Sie ist Ritter des französischen Nationalverdienstordens.
Harnois startete bis zum Jahr 2007 für ihr Heimatland Kanada und gewann bis dahin im Juniorenbereich jeweils eine Medaille bei Welt- und Panamerikameisterschaften. Mit 18 Jahren zog sie nach Frankreich, um dort unter professionellen Bedingungen trainieren zu können. Bei der Europameisterschaft 2008 in Rom startete sie erstmals für Frankreich und wurde auf Anhieb Europameisterin. Jeweils die Bronzemedaille errang Harnois bei der Europameisterschaft 2010 in Sankt Petersburg und der Weltmeisterschaft 2011 in Gyeongju, im Halbfinale schied sie gegen Nur Tatar und Jade Jones aus. Ihren zweiten Europameistertitel gewann sie schließlich bei der Europameisterschaft 2012 in Manchester, nachdem sie im Halbfinale Joyce van Baaren und im Finale Marina Sumić schlagen konnte.
Harnois gewann im Januar 2012 beim europäischen Olympiaqualifikationsturnier in Kasan den entscheidenden Kampf um den dritten Platz gegen Deborah Louz und sicherte sich einen Startplatz für die Olympischen Spiele 2012 in London. Dort schaffte sie es bis ins Halbfinale, wo sie der Weltmeisterin Hou Yuzhuo mit 3 zu 8 unterlag. Anschließend trat sie im Kampf um die Bronzemedaille gegen die Japanerin Mayu Hamada an und gewann diesen mit 12 zu 8 Punkten.